# Chipping Norton

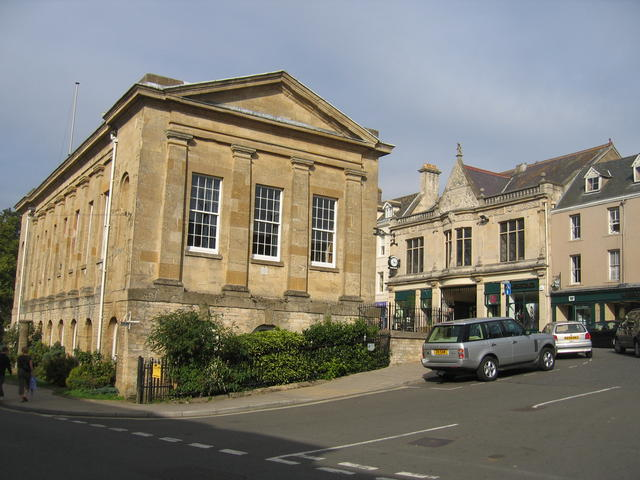
Paços do concelho em Chipping Norton

Chipping Norton é uma cidade situada nos montes de Cotswold Hills, no Condado de  Oxfordshire, na Inglaterra. Está a aproximadamente 20 quilômetros a sudoeste de Banbury. É a cidade mais elevada em relação ao nível do mar em Oxfordshire.